# Luxemburger Straße (Hürth)

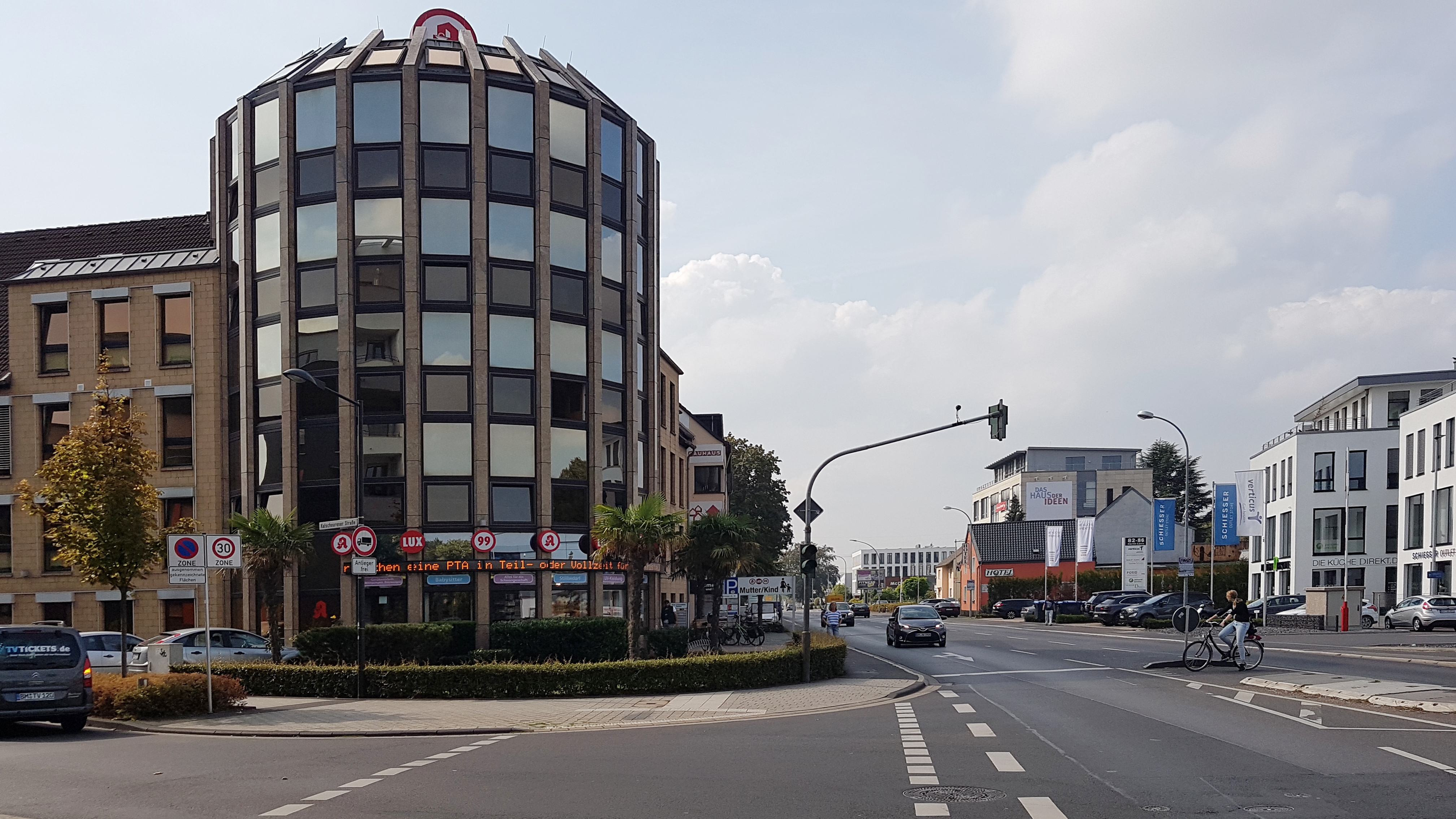
Luxemburger Straße im Ortsteil Efferen

Die Luxemburger Straße ist die Hauptverkehrsstraße in Hürth. Sie beginnt in Köln und erreicht nach dem Äußeren Kölner Grüngürtel an der Unterführung der A 4 Hürther Stadtgebiet. In Köln heißt sie ebenfalls Luxemburger Straße. Sie ist Teilstück der B 265 von Köln nach Prüm. Auch in den Hürth folgenden Orten behält sie ihren Namen.
Sie ist mit den Anschlussstellen "Köln-Klettenberg" der A 4 an der Stadtgrenze zu Köln und "Erftstadt" an der A 1/A 61 wenig jenseits der Stadtgrenze im Süden die wichtigste Zubringerin zum Fernverkehr.

## Geschichte

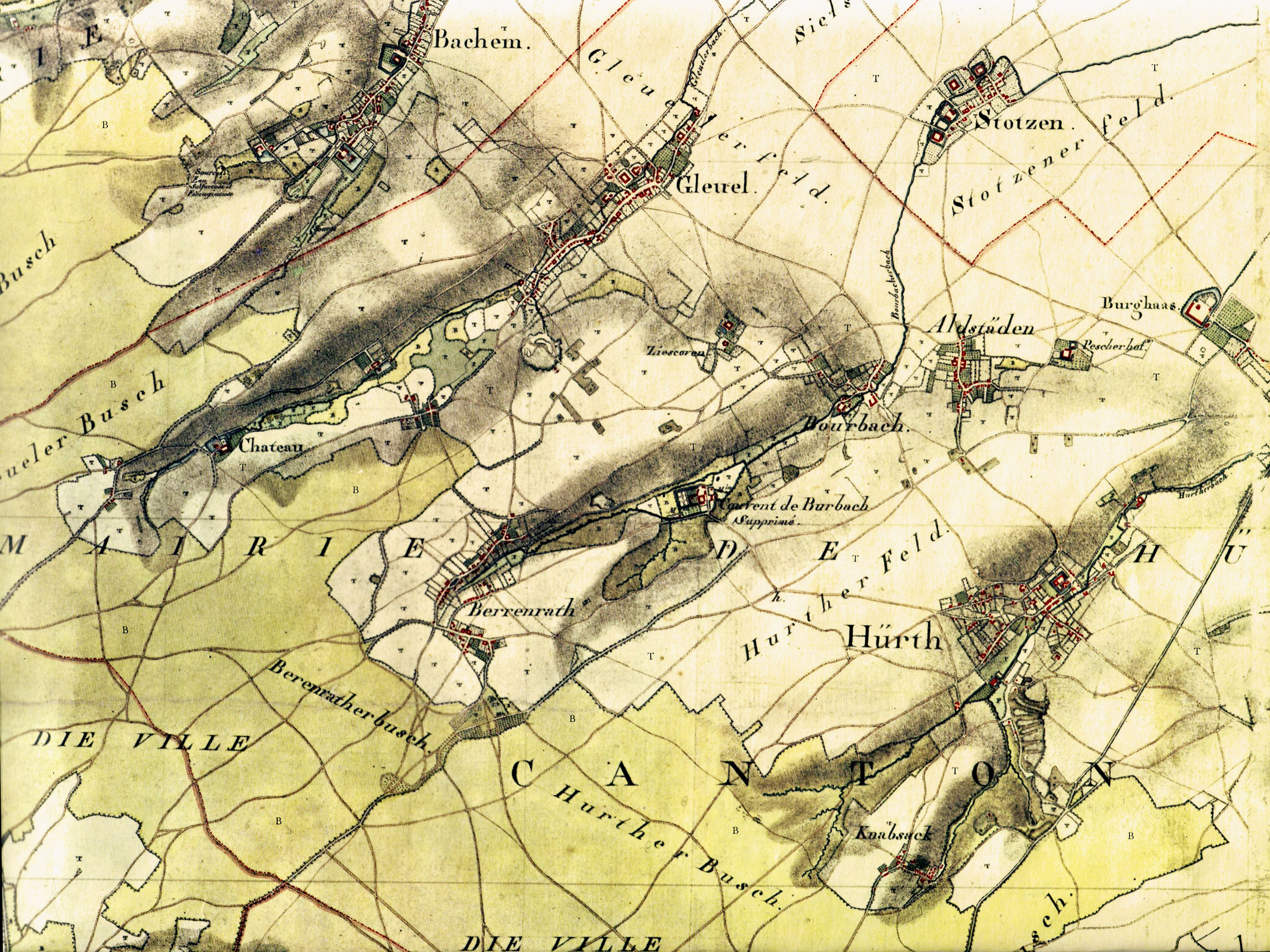
Straße östlich von Alt-Hürth um 1800 Tranchot-Karte von 1805

Die Luxemburger Straße wurde vor fast 2000 Jahren von den Römern als Abschnitt der Römerstraße Trier–Köln angelegt. Diese wurde in heutiger Zeit nach ihrem Erbauer Marcus Vipsanius Agrippa Agrippa-Straße Köln–Trier genannt. In Efferen verlaufen fast auf gesamter Länge der Luxemburger Straße die Gleise der Vorgebirgsbahn nach Bonn (heute KVB-Linie 18) parallel zur Straße. Kurz vor Hermülheim kreuzt dann die Bahnlinie die Straße. Zu Beginn der Bahngeschichte lagen die Geleise bis zum ehemaligen Bahnhof Hermülheim (Gebäude des Lazarus Hilfswerks) noch auf der Straße. In Efferen wurden beim Bau des dortigen ehemaligen Bahnhofs direkt neben der Straße ein für römische Ausfallstraßen typisches Römergrab entdeckt, das besichtigt werden kann. Bis in preußische Zeit hieß die Straße meist Zülpicher- oder Trierer Straße.
Sie hatte bis weit in die Neuzeit nur Bedeutung für den Durchgangsverkehr. Der Hauptort Hürth liegt abseits der Straße, die Straße war östliche Grenze der Herrlichkeit Hürth. In Efferen, das heute über die Straße hinausreicht, lag nur die Efferner Windmühle an der Straße. Auch heute noch wirkt hier die Straße innerörtlich unfunktional als ein Fremdkörper. Allein in Hermülheim lagen einige der früher etwa 20 Häuser des Ortes an der Straße, die meisten lagen aber an der Kirchstraße, der heutigen Severinusstraße, die von der Luxemburger Straße in Richtung Kirche und Burg Hermülheim führt. Die Bebauung begann und endete damals an den beiden ehemaligen auf den Durchgangsverkehr bezogenen Gasthäusern, dem Gasthaus zur alten Post am damaligen nördlichen Ortsende, früher auch die Lockmeise genannt (Wirkungsstätte des Hürther Armendoktors Arnold Kürten, heute Talke-Haus gegenüber der AOK) und dem zweiten Gasthaus, der Krone an der Kreuzung mit der Bonnstraße am südlichen Ortsende (heute Tankstelle). Sie hat heute ihren Namen auf ein Restaurant im Talke-Haus übertragen. Beide Gasthäuser waren früher auch Zollstationen, der jeweilige Gastwirt von beiden Häusern, der am meisten bot, konnte die Zollerhebung pachten. Das Zoll- und Wegerecht auf der Trierer Straße und der Bönnschen Straße hatte der Kölner Kurfürst und Erzbischof inne. Zur Straßenausbesserung wurden meist Untertanen aus dem Amt zu Hand- und Spanndiensten verpflichtet. Besonders anfällig war der Anstieg auf die Ville, der durch das in den Fahrspuren rinnende Wasser im Holweg des Öfteren unpassierbar war. Erst 1854–1856 wurde die Straße auf königlichen Befehl aus Mitteln des Preußischen Regierungsfonds ausgebaut. Verbrechen auf den kurfürstlichen Straßen wurden von den kurfürstlichen Amtsleuten in Lechenich geahndet, die zeitweise auch einen Fangstock mit vier Löchern, in die Arme und Beine der Festgesetzten eingeschlossen wurden, vor der Krone aufgestellt hatten, in dem sie bis zur Abholung ins Lechenicher Gefängnis verblieben. Erst mit der Verlegung des Verwaltungssitzes der Bürgermeisterei Hürth an die Luxemburger Straße 1853 begann der Aufschwung hier, und die Luxemburger Straße entwickelte sich zum ersten Zentrum für Hermülheim und die ganze damalige Großgemeinde Hürth.

## Erscheinungsbild und Verlauf

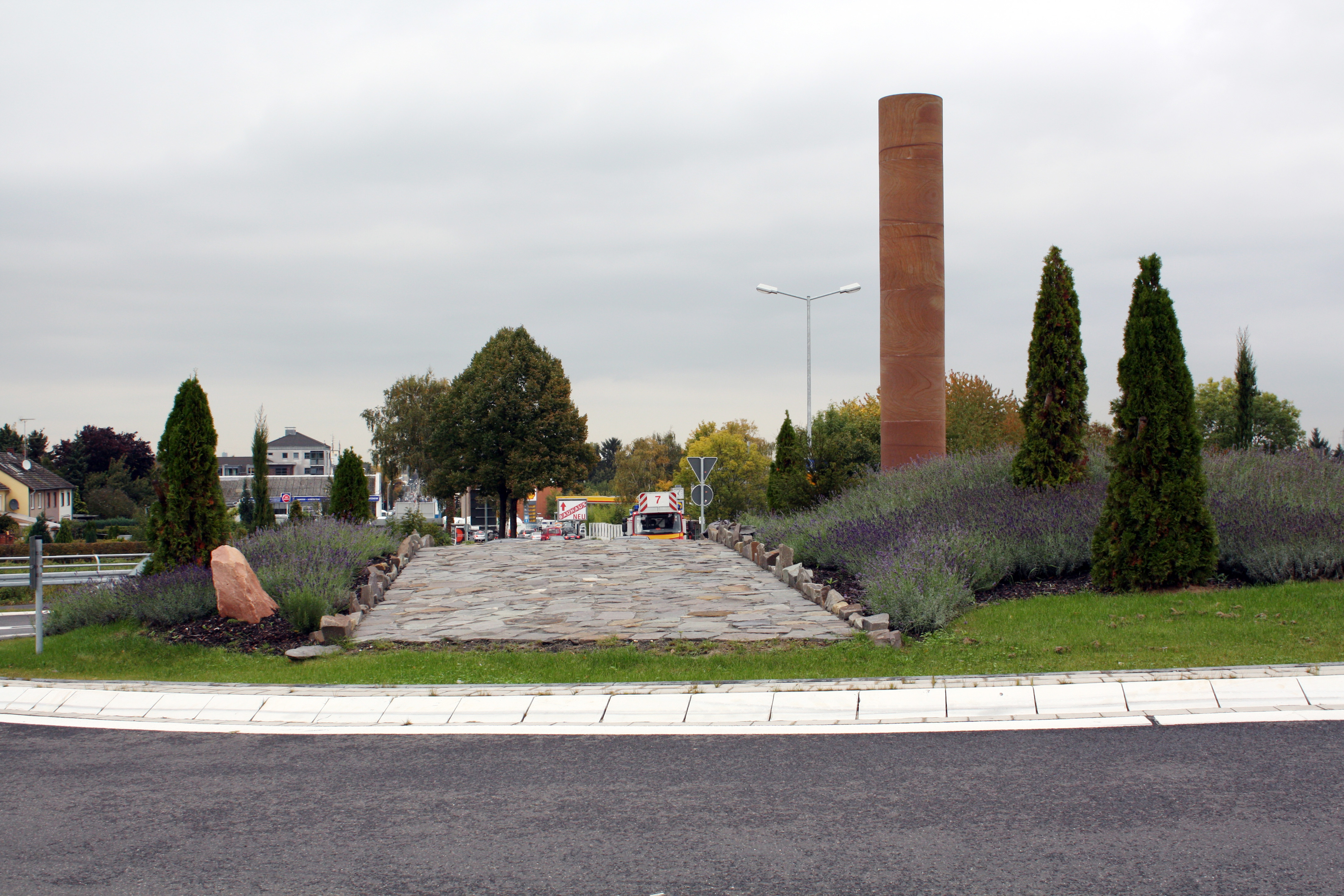
Kreisel Luxemburger Straße Hermülheim. Stele als nachempfundener Leugenstein und "römisches Pflaster"

Wie es für die römischen Straßen typisch ist, verläuft die Luxemburger Straße auf heutigem Hürther Stadtgebiet durch Efferen und Hermülheim zunächst schnurgerade. Ab Hermülheim trennt sie die Ortsteile Alt-Hürth und Kendenich, bevor sie dann, bedingt durch den Braunkohleabbau in Hürth in südöstlicher Richtung nach Erftstadt verschwenkt wird. Die ursprüngliche Trasse kann noch einige Meter auf der zum Chemiepark Knapsack führenden Industriestraße verfolgt werden.
Die Stadt Hürth hat am Ortsausgang von Hermülheim in Richtung Ville und zwischen Efferen und Hermülheim zwei Querstraßen der Luxemburger Straße durch Verkehrskreisel angebunden; sie zeigen in der Mitte je eine nachempfundene Römerstraße mit entsprechender Pflasterung, südländischem Straßenbegleitgrün und einer überdimensionierten Stele, die an römische Leugensteine erinnern soll. Die Gesamtgestaltung der Kreisverkehre erfolgte nach Entwürfen des Hürther Landschaftsplaners Reinhold Mengel. Der Aufbau der Leugensteine wurde vom Brühler Steinbildhauer Hans-Jörg Blondiau durchgeführt.

## Bebauung
Die Straße ist in Efferen und Hermülheim geprägt durch eine gemischte Wohn-Geschäftbebauung. Erst in jüngster Zeit wurde der südliche Ortseingang von Hermülheim durch eine repräsentativ wirkende mehrstöckige und großflächige Stadteingangsbebauung auf beiden Straßenseiten aufgewertet. Gleiches ist, zumindest auf dem Grundstück zwischen Straße und Bahn, für den Ortseingang von Efferen (von Köln aus) geplant.
Das alte Rathaus (1903–1984) an der Luxemburger Straße in Hermülheim wird nun als Generalkonsulat der Türkei genutzt.
Erwähnenswert sind in Hermülheim, dem ehemaligen Hürther Zentrum, als Straßenanlieger noch
- die Allgemeine Ortskrankenkasse, Regionaldirektion Rhein-Erft-Kreis
- im ehemaligen Bahnhofsgebäude die Bundesgeschäftsstelle des Lazarus Hilfswerks
- ein überörtlich bekanntes Möbelkaufhaus und
- eine Geschäftsstelle der Kreissparkasse Köln.

Auf den ehemaligen Feldern zwischen Efferen und Hermülheim hat sich ein großer Baumarkt angesiedelt. Gegenüber liegt das Nibelungenviertel und ein kostenloser Park and ride Parkplatz zum Übergang auf die Vorgebirgsbahn, Haltestelle Kiebitzweg der Linie 18 nach Köln. An den Ortsrändern hat sich in Efferen und Hermülheim Kraftfahrzeuggewerbe (Tankstellen, Werkstätten) niedergelassen.
Das Bild der Gastronomiebetriebe an der Straße hat sich in der zweiten Hälfte des 20. Jahrhunderts sehr gewandelt. Die einst bekannteste Gaststätte auf der Höhe der Ville, die Kranzmaar, fiel Ende der 1950er Jahre dem Braunkohletagebau zum Opfer. Von den einst typischen Gasthäusern außerhalb der Ortschaften sind noch zwei erhalten: eines auf halber Höhe des Straßenanstiegs zur Ville und ein weiteres an der Bushaltestelle Am dicken Stein (einem Driftblock aus den Braunkohletagebauen). Beide Gaststätten wechseln häufig ihre Betreiber oder sind geschlossen. Mit großen Parkplätzen haben sich dagegen zwischen Efferen und Hermülheim Gaststätten der Systemgastronomie (McDonald’s, Cafe Del Sol und ab Mitte 2014 L’Osteria) angesiedelt. Innerorts von Hermülheim gibt es an der Straße eine Reihe von Gaststätten und Fast-Food-Betrieben, ein Chinarestaurant, eine "Zweigstelle" der Kölner Puszta-Hütte und einige türkische Gastronomiebetriebe in der Nähe des Türkischen Generalkonsulats. In Efferen liegt nur eine Gaststätte an dem dortigen kurzen Teil der Luxemburger, das heutige Planet Hürth.
Die Bebauung endet kurz hinter der Kreuzung mit der Bonnstraße, die ebenfalls auf eine ehemalige Römerstraße zurückgeht.

## Die Luxemburger und der Naturpark
Am Aufstieg zur Ville beginnt der Naturpark Rheinland. Hier liegt rechts neben der Straße die Jugendherberge Naturfreunde-Haus und das Naherholungsgebiet Hürtherberg. Im weiteren Verlauf durchquert die Straße das Gebiet der Villeseen und verlässt mit dem Naturschutzgebiet Nordfeldweiher und folgend dem Bleibtreusee (Parkplatz an der Straße) auf der rechten Seite das Hürther Stadtgebiet.

## Umweltbelastung
An der Luxemburger Straße gibt es wegen der hohen Verkehrsdichte eine Station zur Luftqualitätsmessung. Seit den ersten Messungen wird häufig der zulässige Stickstoffdioxid-Grenzwert überschritten. Deshalb hat die Bezirksregierung Köln den Luftreinhalteplan für Hürth aufgestellt, der am 1. Oktober 2011 in Kraft trat. Durch freiwilligen Verzicht auf die Luxemburger Straße und ein Durchfahren von Hermülheim und stattdessen Nutzung der Autobahnabfahrten in Knapsack soll die Hürther Industrie einen Beitrag zur Luftreinhaltung leisten. Dies ist einer der Gründe, warum der Bau einer Umgehungsstraße (B 265n Ortsumgehung Hürth-Hermülheim) zur Entlastung der Luxemburger Straße geplant wurde und ab 2018 gebaut wurde.  Da die Planung nicht zeitnah abgeschlossen werden konnte, aber die Belastung weiterhin hoch war, wurde die Luxemburger Straße für die Fahrtrichtung nach Köln ab Februar 2014 für den Schwerlastverkehr gesperrt.